# Temiraül
Temiraül (en rus: Темираул) és un poble de la república del Daguestan, a Rússia. Segons el cens del 2010 tenia 3.771 habitants.